# El utilitarismo
El utilitarismo (en inglés: Utilitarianism) es una exposición y defensa clásica del utilitarismo en ética del filósofo inglés John Stuart Mill. El ensayo apareció primero como una serie de tres artículos publicados en Fraser's Magazine en 1861; los artículos fueron recogidos y reimpresos como un solo libro en 1863.
El objetivo de Mill en el libro es explicar qué es el utilitarismo, mostrar por qué es la mejor teoría de la ética y defenderla de una amplia gama de críticas y malentendidos. Aunque fue muy criticado tanto durante la vida de Mill, como en los años posteriores, «El utilitarismo» hizo mucho por popularizar la ética utilitarista y fue «la articulación filosófica más influyente de una moral humanista liberal que se produjo en el siglo XIX».

## Contenido
Mill tomó muchos elementos de su versión del utilitarismo de Jeremy Bentham, filósofo y economista del siglo XIX, tutor de Mill, que junto con William Paley fueron los dos utilitaristas ingleses más influyentes antes de Mill. Al igual que Bentham, Mill creía que la felicidad (o el placer, que Bentham y Mill igualaron con la felicidad) era lo único que los humanos hacían y debían desear para su propio bien. Dado que la felicidad es el único bien intrínseco, y dado que más felicidad es preferible a menos, el objetivo de la vida ética es maximizar la felicidad. Esto es lo que Bentham y Mill llamaron "el principio de utilidad" o "el principio de mayor felicidad."  Tanto Bentham como Mill respaldan las formas de utilitarismo "clásico" o "hedonista". Utilitaristas más recientes a menudo niegan que la felicidad sea el único bien intrínseco, argumentando que se deben considerar una variedad de valores y consecuencias en la toma de decisiones éticas.
Mill concibió la personalidad humana desde una visión optimista, contrariamente a Hobbes y Kant, en donde la virtud y la felicidad se conjugan mutuamente, como en Platón, Aristóteles o Epicuro. Definió la de felicidad como «el fin último, con relación al cual y por el cual todas las demás cosas son deseables (ya estemos considerando nuestro propio bien o el de los demás), es una existencia libre, en la medida de lo posible, de dolor y tan rica como sea posible en goces». Creía firmemente que las reglas y obligaciones morales podrían referirse a promover la felicidad, que se conecta a tener un carácter noble. Si bien Mill no es un utilitarista de actos o un utilitarista de la regla, es un utilitarista minimizador, lo que afirma «que sería deseable maximizar la felicidad para el mayor número, pero no que no estemos moralmente obligados a hacerlo».
A pesar de que el Mill estuvo de acuerdo con Bentham en muchos de los principios fundacionales de la ética, también tuvo algunos desacuerdos importantes. En particular, Mill trató de desarrollar una forma más refinada de utilitarismo que armonizaría mejor con la moral cotidiana y resaltará la importancia en la vida ética de los placeres intelectuales, el autodesarrollo, los altos ideales del carácter y las reglas morales convencionales. Mill distingue entre felicidad y satisfacción, afirmando que la primera tiene mayor valor que la segunda, una creencia ingeniosamente encapsulada en la afirmación de que «...es mejor ser un ser humano insatisfecho que un cerdo satisfecho; mejor ser Sócrates insatisfecho que un necio satisfecho. Y si el necio o el cerdo tienen una opinión diferente es porque sólo conocen su propio lado de la cuestión.»

### Capítulo 1"Observaciones generales"
En el Capítulo 1, Mill señala que ha habido poco progreso en la ética. Desde el comienzo de la filosofía, los mismos temas han sido debatidos una y otra vez, y los filósofos continúan estando en desacuerdo sobre los puntos básicos de partida de la ética. Distingue entre la escuela intuitiva, basada en principios evidentes a priori; y la inductiva, basada en la observación y experiencia. "[A]mbos sostienen unánimemente que la moralidad debe deducirse de principios y la escuela intuitiva afirma tan fuertemente como la inductiva que hay una ciencia de la moral. Sin embargo, raramente se arriesgan a hacer una lista de los principios que a priori han de servir como premisas de la ciencia; y aún más raros son sus esfuerzos por reducir esos principios a un primer principio, o a una base de obligación común." Mill sostiene que estas disputas filosóficas no han dañado seriamente la moralidad popular, en gran parte porque la moralidad convencional es, aunque implícitamente, utilitarista. Concluye el capítulo señalando que no intentará dar una "prueba" estricta del principio de la mayor felicidad. Al igual que Bentham, Mill creía que los fines últimos y los primeros principios no se pueden demostrar, ya que se encuentran en la base de todo lo demás que conocemos y creemos. Sin embargo, afirma que "Se pueden presentar consideraciones capaces de determinar si el intelecto da o no su asentimiento a la doctrina", que equivalen a algo parecido a una prueba del principio de utilidad.

### Capítulo 2"Qué es el utilitarismo"
En el segundo capítulo, Mill formula un único principio ético, el principio de utilidad o principio de la mayor felicidad, del que dice que derivan todos los principios éticos utilitaristas: "El credo que acepta como fundamento de la utilidad moral o el mayor principio de felicidad, sostiene que las acciones son correctas en la medida en que tienden a promover la felicidad, malas si tienden a producir lo contrario de felicidad. Por felicidad se entiende el placer y la ausencia de dolor, la infelicidad, el dolor y la privación del placer".
A continuación, Mill pasa la mayor parte del Capítulo 2 respondiendo a una serie de críticas comunes al utilitarismo. Estos incluyen cargos de utilitarismo:
- Es una doctrina digna solo de los cerdos (para sostener que el placer es lo único que es deseable por sí mismo) (p.17)
- Falla para reconocer aquella felicidad es inalcanzable (p. 23)
- Es demasiado exigente (para reclamar que es siempre nuestro deber crear la felicidad mayor posible en el mundo) (p. 29)
- Vuelve a las personas de las frías e indiferentes (al centrarse únicamente en las consecuencias de las acciones, más que en las características, como los motivos y el carácter, que requieren una respuesta más sensible y empática) (p. 31)
- Es una ética irreligiosa (al no reconocer que la ética está arraigada en los mandamientos o voluntad de Dios) (p. 33)
- Confunde bondad con conveniencia (p. 34)
- Falla para reconocer que en hacer decisiones éticas normalmente no hay tiempo para calcular las consecuencias futuras (p. 35)
- tienta a las personas a desobedecer las reglas morales cotidianas (invitándolas a ignorar tales reglas cuando parecen estar en conflicto con la felicidad general) (p. 37)

En respuesta a la acusación de que el utilitarismo es una doctrina solo para cerdos, Mill abandonó la opinión de Bentham de que los placeres difieren solo en cantidad, en vez calidad. Mill difiere entre placeres físicos y placeres intelectuales. Él señala que la mayoría de las personas que han experimentado placeres físicos y placeres intelectuales tendrían que preferir mucho más a este último.

"Es mejor ser un ser humano insatisfecho que un cerdo satisfecho; mejor ser un Sócrates insatisfecho que un necio satisfecho. Y si el necio o el cerdo opinan de un modo distinto es a causa de que ellos sólo conocen una cara de la cuestión. El otro miembro de la comparación conoce ambas caras."
John Stuart Mill, El utilitarismo

Pocas personas, según él, elegirán un lugar para comer con un animal, un tonto o un ignorante para cualquier cantidad de placer corporal que puedan adquirir. Y dado que "la única evidencia de que es posible producir algo deseable, que la gente realmente lo desea", se deduce que los placeres intelectuales (por ejemplo, los placeres de la amistad, el arte, la lectura y la conversación) son más altos y deseables tipos de placeres que placeres corporales, y que una búsqueda racional de la propia felicidad a largo plazo requieren el desarrollo de las facultades superiores de uno.
En respuesta a la objeción de que generalmente no hay tiempo suficiente para calcular cómo un acto determinado podría afectar la felicidad general a largo plazo, Mill esboza una especie de enfoque de ética de "dos niveles" que otorga un lugar importante a las reglas morales en toma de decisiones éticas Mill argumenta que las reglas morales tradicionales tales como "Mantenga sus promesas" y "Diga la verdad" se han demostrado por una larga experiencia para promover el bienestar de la sociedad. Normalmente deberíamos seguir esos "principios secundarios" sin reflexionar mucho sobre las consecuencias de nuestros actos. Como regla, solo cuando tales principios de segundo nivel entran en conflicto es necesario (o sabio) apelar directamente al principio de utilidad. Respecto a la objeción del utilitarismo como una ética atea Mill responde: "Si es verdadera la creencia de que Dios desea ante todo la felicidad de las criaturas, y que éste fue el objeto de la creación, el utilitarismo no sólo no es una doctrina atea, sino que es más profundamente religiosa que ninguna otra".

### Capítulo 3"De la sanción última del principio de utilidad"
En el tercer capítulo, Mill pregunta qué "sanciones" (es decir, recompensas y castigos) sustentan la obligación de promover la felicidad general. Él explora una variedad de formas en que las sanciones externas e internas, es decir, los incentivos proporcionados por los demás y los sentimientos internos de simpatía y conciencia, alientan a las personas a pensar cómo sus acciones afectan la felicidad de los demás. La última sanción, afirma Mill, es interna. Los humanos son animales sociales que naturalmente desean "estar en unidad con sus criaturas compañeras". Preferir objetivos egoístas sobre el bien público va en contra de este impulso natural profundamente arraigado.

### Capítulo 4"De qué tipo de prueba es susceptible el principio de utilidad"
En el cuarto capítulo, Mill ofrece su famosa "prueba" del principio de utilidad. El argumento es este:
1. Todo el mundo desea la felicidad.
2. La prueba única que algo es deseable es que las personas de hecho lo desean.
3. Luego, la felicidad de cada persona es un bien a aquella persona.
4. Por tanto, la felicidad general es un bien al conjunto de todas las personas.[15]

Muchos críticos han afirmado que este argumento se basa en una suposición dudosa sobre cómo la felicidad individual se relaciona con la felicidad general. Puede haber momentos en que la felicidad general solo puede promoverse sacrificando la felicidad de ciertos peniscos individuos. En tales casos, ¿la felicidad general es buena para esos individuos? Otros críticos han cuestionado si tiene sentido hablar de agregados que tienen deseos, o si el hecho de que algo se desea demuestra que es deseable.

### Capítulo 5"Sobre las conexiones entre justicia y utilidad"
El quinto y más largo capítulo concluye discutiendo lo que Mill considera "la única dificultad real" con la ética utilitaria: si a veces podría otorgar licencias de actos de flagrante injusticia. Los críticos del utilitarismo a menudo afirman que juzgar las acciones únicamente en términos de sus efectos sobre la felicidad general es incompatible con un respeto sólido por los derechos individuales y un deber de tratar a las personas como se merecen. Mill aprecia la fuerza de esta objeción y argumenta
1. Esos sentimientos de justicia tienen sus raíces tanto en el deseo humano natural de tomar represalias por las lesiones como en el instinto natural de simpatía por aquellos que han sido injustamente heridos;
2. Tal justicia tiene una base utilitaria, ya que una injusticia se comete solo cuando se han violado los derechos de una persona, y un supuesto derecho debe ser protegido por la sociedad solo cuando al hacerlo promueva la felicidad general;
3. Aquellas personas que discrepan profundamente acerca de qué tipo de cosas son y no son justas, el utilitarismo proporciona la única base racional para resolver tales conflictos.

Mill además criticó la ética deontológica de Immanuel Kant, ya que sus máximas morales deben estar justificadas en principios utilitarios, pues en caso contrario no pueden mantenerse de forma plausible.

Cuando Kant propone como principio fundamental de la moral: «Obra de tal suerte que la máxima de tu conducta pueda ser admitida como ley por todos los seres racionales», virtualmente reconoce que el interés colectivo de la humanidad, o al menos de la humanidad de modo indiscriminado, debe estar presente en la mente del agente cuando decide conscientemente acerca de la moralidad de una acción.
John Stuart Mill, El utilitarismo

## Influencia
El utilitarismo de Mill sigue siendo "la defensa más famosa de la visión utilitaria que se haya escrito" y todavía se enseña ampliamente en los cursos universitarios de ética en todo el mundo. En gran parte debido a Mill, el utilitarismo se convirtió rápidamente en la teoría ética dominante en la filosofía angloamericana. Aunque pocos eticistas contemporáneos de hoy estarían de acuerdo con todos los elementos de la filosofía moral hedonista de Mill, el utilitarismo sigue siendo una opción viva en la teoría ética actual.